# Novena (plataforma informática)
Novena es una plataforma informática de código abierto de Andrew "Bunnie" Huang y Sean "Xobs" Cruz.

## Descripción
El diseño inicial de Novena comenzó en 2012.
Fue desarrollado por Sutajio Ko-usagi Pte. Ltd. y financiado por una campaña de micromecenazgo que comenzó el 15 de abril de 2014. La oferta de lanzamiento incluye un microprocesador de arquitectura ARM Freescale i.MX6Q de cuatro núcleos a 1,2 GHz unido a una FPGA Xilinx. Se ofrece en versiones de "escritorio", "laptop" (portátil), "laptop reliquia", o como una placa base independiente.
El 19 de mayo de 2014 a 06:59 UTC, la campaña de micromecenazgo concluyó habiendo logrado más de un 280% de su objetivo de 250000 dólares. La financiación adicional permitió que el proyecto alcanzara sus cuatro objetivos adicionales: el desarrollo de un controlador de dispositivos gráficos de fuente abierta y libre para el acelerador de vídeo incorporado; la inclusión de una placa de desbloqueo de propósito general; la inclusión de una placa ROMulator; y la inclusión de la radio definida por software MyriadRF a nivel de sistema. Se alcanzaron los objetivos durante mayo de 2014.
Novena se entrega con un destornillador, ya que los usuarios están obligados a instalar la batería por sí mismos, atornillar la carcasa de la pantalla LCD de su elección, y obtener los altavoces como un kit en lugar de utilizar cajas de altavoces. Los propietarios de una impresora 3D pueden hacer y ajustar su propia caja de altavoz. Las placas madre fueron fabricadas por AQS, un proveedor de Servicios de producción electrónica.